# Oktawa (interwał)
Oktawa – interwał prosty zawarty między ośmioma kolejnymi stopniami skali muzycznej. W szeregu zasadniczym naturalnie występuje oktawa czysta. Zastosowanie znaków chromatycznych pozwala zmienić jej rozmiar.

## Rodzaje
| Nazwa                                               | Opis | Przykład      |
| --------------------------------------------------- | --- | ------------- |
| Oktawa czysta Posłuchaj: melodycznieⓘ harmonicznieⓘ | Oktawa o rozmiarze dwunastu półtonów. Występuje naturalnie w szeregu zasadniczym (C-c, D-d, E-e, F-f, G-g, A-a, H-h). Jest konsonansem doskonałym. W przewrocie otrzymuje się prymę czystą. Oznaczenie: 8. | Oktawa czysta |

### Interwały pochodne
| [1] 8>>>>        |
| ---------------- |
| [2] 8            |
| [3] 1<<<<        |
| [4] 6>           |
| [5] cisis-ceses¹ |

| [1] 8>>>       |
| -------------- |
| [2] 9          |
| [3] 1<<<       |
| [4] 6          |
| [5] cis-ceses¹ |

| [1] 8>>      |
| ------------ |
| [2] 10       |
| [3] 1<<      |
| [4] [C] 7    |
| [5] c-ceses¹ |

| [1] 8>     |
| ---------- |
| [2] 11     |
| [3] 1<     |
| [4] [C] 7< |
| [5] c-ces¹ |

| [1] 8<     |
| ---------- |
| [2] 13     |
| [3] 1>     |
| [4] 9>     |
| [5] c-cis¹ |

| [1] 8<<      |
| ------------ |
| [2] 14       |
| [3] 1>>      |
| [4] 9        |
| [5] c-cisis¹ |

| [1] 8<<<       |
| -------------- |
| [2] 15         |
| [3] 1>>>       |
| [4] 10>        |
| [5] ces-cisis¹ |

| [1] 8<<<<        |
| ---------------- |
| [2] 16           |
| [3] 1>>>>        |
| [4] 10           |
| [5] ceses-cisis¹ |

Objaśnienia do tabeli:

[1] – oznaczenie interwału

[2] – rozmiar interwału w półtonach

[3] – przewrót interwału

[4] – najprostszy interwał o takim samym brzmieniu

[5] – przykład

[C] – należy pamiętać, że septymę małą oznacza się jako 7, a wielką jako 7<